# Noceda del Bierzo
Noceda del Bierzo é um município da Espanha na província de León, comunidade autónoma de Castela e Leão, de área 72,10 km² com população de 829 habitantes (2007) e densidade populacional de 11,81 hab/km².

## Demografia
| Variação demográfica do município entre 1991 e 2004 | Variação demográfica do município entre 1991 e 2004 | Variação demográfica do município entre 1991 e 2004 | Variação demográfica do município entre 1991 e 2004 |
| --------------------------------------------------- | --------------------------------------------------- | --------------------------------------------------- | --------------------------------------------------- |
| 1991                                                | 1996                                                | 2001                                                | 2004                                                |
| 1038                                                | 1012                                                | 853                                                 | 855                                                 |